# 500 kilomètres d'Hockenheim FIA GT 2004
Navigation
Édition précédente
Les 500 kilomètres d'Hockenheim 2004 FIA GT, disputées le 16 mai 2004 sur le circuit d'Hockenheim, est la quatrième manche du championnat FIA GT 2004.

## Course

### Classement de la course
Classement à l'issue de la course (vainqueurs de catégorie en gras), :
| Pos.   | Catégorie | N° | Écurie                                       | Pilotes                                            | Châssis                   | Pneus | Tours/Abandon |
| Pos.   | Catégorie | N° | Écurie                                       | Pilotes                                            | Moteur                    | Pneus | Tours/Abandon |
| ------ | --------- | -- | -------------------------------------------- | -------------------------------------------------- | ------------------------- | ----- | ------------- |
| 1      | GT        | 1  | BMS Scuderia Italia                          | Matteo Bobbi Gabriele Gardel                       | Ferrari 550 GTS Maranello | M     | 105           |
| 1      | GT        | 1  | BMS Scuderia Italia                          | Matteo Bobbi Gabriele Gardel                       | Ferrari 5.9L V12          | M     | 105           |
| 2      | GT        | 2  | BMS Scuderia Italia                          | Fabrizio Gollin Luca Cappellari                    | Ferrari 550 GTS Maranello | M     | 105           |
| 2      | GT        | 2  | BMS Scuderia Italia                          | Fabrizio Gollin Luca Cappellari                    | Ferrari 5.9L V12          | M     | 105           |
| 3      | GT        | 3  | Care Racing Developments BMS Scuderia Italia | Stefano Livio Enzo Calderari Lilian Bryner         | Ferrari 550 GTS Maranello | M     | 105           |
| 3      | GT        | 3  | Care Racing Developments BMS Scuderia Italia | Stefano Livio Enzo Calderari Lilian Bryner         | Ferrari 5.9L V12          | M     | 105           |
| 4      | GT        | 27 | Creation Autosportif                         | Jamie Campbell-Walter Jamie Derbyshire             | Lister Storm              | D     | 105           |
| 4      | GT        | 27 | Creation Autosportif                         | Jamie Campbell-Walter Jamie Derbyshire             | Jaguar 7.0L V12           | D     | 105           |
| 5      | GT        | 13 | G.P.C. Giesse Squadra Corse                  | Emanuele Naspetti Mike Hezemans                    | Ferrari 575 GTC           | P     | 105           |
| 5      | GT        | 13 | G.P.C. Giesse Squadra Corse                  | Emanuele Naspetti Mike Hezemans                    | Ferrari 6.0L V12          | P     | 105           |
| 6      | GT        | 11 | G.P.C. Giesse Squadra Corse                  | Philipp Peter Fabio Babini                         | Ferrari 575 GTC           | P     | 105           |
| 6      | GT        | 11 | G.P.C. Giesse Squadra Corse                  | Philipp Peter Fabio Babini                         | Ferrari 6.0L V12          | P     | 105           |
| 7      | GT        | 10 | Zwaans GTR Racing Team                       | Christophe Bouchut Henrik Roos Arjan van der Zwaan | Chrysler Viper GTS-R      | D     | 104           |
| 7      | GT        | 10 | Zwaans GTR Racing Team                       | Christophe Bouchut Henrik Roos Arjan van der Zwaan | Chrysler 8.0L V10         | D     | 104           |
| 8      | N-GT      | 99 | Freisinger Motorsport                        | Sascha Maassen Lucas Luhr                          | Porsche 911 GT3 RSR (996) | M     | 103           |
| 8      | N-GT      | 99 | Freisinger Motorsport                        | Sascha Maassen Lucas Luhr                          | Porsche 3.6L Flat-6       | M     | 103           |
| 9      | N-GT      | 50 | Yukos Freisinger Motorsport                  | Emmanuel Collard Stéphane Ortelli                  | Porsche 911 GT3 RSR (996) | M     | 103           |
| 9      | N-GT      | 50 | Yukos Freisinger Motorsport                  | Emmanuel Collard Stéphane Ortelli                  | Porsche 3.6L Flat-6       | M     | 103           |
| 10     | N-GT      | 62 | G.P.C. Giesse Squadra Corse                  | Fabrizio de Simone Christian Pescatori             | Ferrari 360 Modena GTC    | P     | 103           |
| 10     | N-GT      | 62 | G.P.C. Giesse Squadra Corse                  | Fabrizio de Simone Christian Pescatori             | Ferrari 3.6L V8           | P     | 103           |
| 11     | GT        | 8  | Ray Mallock Ltd.                             | Chris Goodwin João Barbosa                         | Saleen S7-R               | D     | 102           |
| 11     | GT        | 8  | Ray Mallock Ltd.                             | Chris Goodwin João Barbosa                         | Ford 7.0L V8              | D     | 102           |
| 12     | GT        | 18 | JMB Racing                                   | Ian Khan Bert Longin Thomas Bleiner                | Ferrari 575 GTC           | M     | 101           |
| 12     | GT        | 18 | JMB Racing                                   | Ian Khan Bert Longin Thomas Bleiner                | Ferrari 6.0L V12          | M     | 101           |
| 13     | GT        | 19 | JMB                                          | Stéphane Daoudi Antoine Gosse Peter Kutemann       | Ferrari 575 GTC           | M     | 99            |
| 13     | GT        | 19 | JMB                                          | Stéphane Daoudi Antoine Gosse Peter Kutemann       | Ferrari 6.0L V12          | M     | 99            |
| 14     | N-GT      | 69 | Proton Competition                           | Gerold Ried Christian Ried                         | Porsche 911 GT3 RS (996)  | D     | 95            |
| 14     | N-GT      | 69 | Proton Competition                           | Gerold Ried Christian Ried                         | Porsche 3.6L Flat-6       | D     | 95            |
| 15     | GT        | 17 | JMB Racing                                   | Karl Wendlinger Toto Wolff Robert Lechner          | Ferrari 575 GTC           | M     | 92            |
| 15     | GT        | 17 | JMB Racing                                   | Karl Wendlinger Toto Wolff Robert Lechner          | Ferrari 6.0L V12          | M     | 92            |
| 16     | GT        | 14 | Lister Racing                                | Patrick Pearce Tom Coronel                         | Lister Storm              | D     | 81            |
| 16     | GT        | 14 | Lister Racing                                | Patrick Pearce Tom Coronel                         | Jaguar 7.0L V12           | D     | 81            |
| 17     | GT        | 5  | Vitaphone Racing Team Konrad Motorsport      | Michael Bartels Uwe Alzen                          | Saleen S7-R               | P     | 80            |
| 17     | GT        | 5  | Vitaphone Racing Team Konrad Motorsport      | Michael Bartels Uwe Alzen                          | Ford 7.0L V8              | P     | 80            |
| 18     | N-GT      | 56 | AB Motorsport                                | Bruno Barbaro Antonio De Castro Renato Premoli     | Porsche 911 GT3 RS (996)  | D     | 74            |
| 18     | N-GT      | 56 | AB Motorsport                                | Bruno Barbaro Antonio De Castro Renato Premoli     | Porsche 3.6L Flat-6       | D     | 74            |
| 19 DNF | N-GT      | 57 | Vonka Racing                                 | Jan Vonka Mauro Casadei                            | Porsche 911 GT3 R (996)   | P     | 65            |
| 19 DNF | N-GT      | 57 | Vonka Racing                                 | Jan Vonka Mauro Casadei                            | Porsche 3.6L Flat-6       | P     | 65            |
| 20 DNF | GT        | 28 | Graham Nash Motorsport                       | Paolo Ruberti Gabriele Lancieri Wolfgang Kaufmann  | Saleen S7-R               | D     | 63            |
| 20 DNF | GT        | 28 | Graham Nash Motorsport                       | Paolo Ruberti Gabriele Lancieri Wolfgang Kaufmann  | Ford 7.0L V8              | D     | 63            |
| 21 DNF | GT        | 7  | Ray Mallock Ltd.                             | Mike Newton Thomas Erdos                           | Saleen S7-R               | D     | 62            |
| 21 DNF | GT        | 7  | Ray Mallock Ltd.                             | Mike Newton Thomas Erdos                           | Ford 7.0L V8              | D     | 62            |
| 22 DNF | GT        | 9  | Zwaans GTR Racing Team                       | Klaus Abbelen Val Hillebrand Rob van der Zwaan     | Chrysler Viper GTS-R      | D     | 29            |
| 22 DNF | GT        | 9  | Zwaans GTR Racing Team                       | Klaus Abbelen Val Hillebrand Rob van der Zwaan     | Chrysler 8.0L V10         | D     | 29            |
| 23 DNF | GT        | 4  | Konrad Motorsport                            | Franz Konrad Walter Lechner, Jr. Toni Seiler       | Saleen S7-R               | P     | 27            |
| 23 DNF | GT        | 4  | Konrad Motorsport                            | Franz Konrad Walter Lechner, Jr. Toni Seiler       | Ford 7.0L V8              | P     | 27            |
| 24 DNF | N-GT      | 77 | Yukos Freisinger Motorsport                  | Nikolai Fomenko Alexei Vasilyev                    | Porsche 911 GT3 RSR (996) | M     | 25            |
| 24 DNF | N-GT      | 77 | Yukos Freisinger Motorsport                  | Nikolai Fomenko Alexei Vasilyev                    | Porsche 3.6L Flat-6       | M     | 25            |
| DNS    | N-GT      | 59 | Jens Petersen Racing                         | Jens Petersen Kersten Jodexnis Jan-Dirk Lueders    | Porsche 911 GT3 RS (996)  | M     | –             |
| DNS    | N-GT      | 59 | Jens Petersen Racing                         | Jens Petersen Kersten Jodexnis Jan-Dirk Lueders    | Porsche 3.6L Flat-6       | M     | –             |